# Vernouillet (Eure-et-Loir)
Vernouillet is een gemeente in het Franse departement Eure-et-Loir (regio Centre-Val de Loire). De gemeente telde 12.491 inwoners op 1 januari 2022. Het is zo de op vier na grootste gemeente van het departement. De plaats maakt deel uit van het arrondissement Dreux.
Tot halfweg de 20e eeuw was Vernouillet een landbouwdorp, gericht op de wijnbouw, met minder dan 600 inwoners. Na de Tweede Wereldoorlog verstedelijkte de gemeente als voorstad van Dreux. Vernouillet telt twee winkelcentra en verschillende bedrijventerreinen.
De kerk Saint-Sulpice is romaans en telt maar een beuk.

## Geografie
De oppervlakte van Vernouillet bedroeg op 1 januari 2022 12,11 vierkante kilometer; de bevolkingsdichtheid was toen 1.031,5 inwoners per km².
De Blaise, een zijrivier van de Eure, stroomt door de gemeente.
De onderstaande kaart toont de ligging van Vernouillet met de belangrijkste infrastructuur en aangrenzende gemeenten.

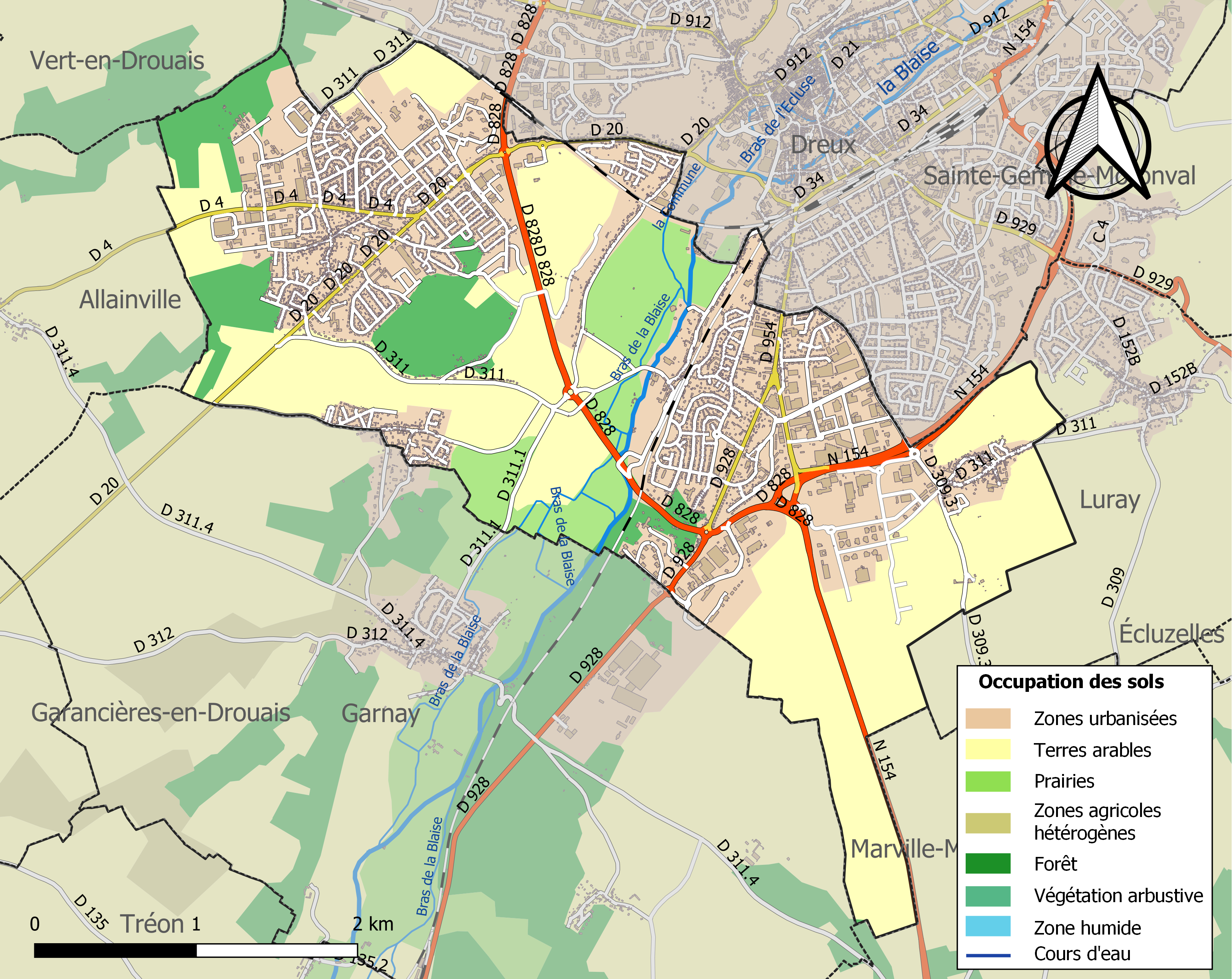

## Demografie
Onderstaande figuur toont het verloop van het inwonertal (bron: INSEE-tellingen).

## Stedenbanden
- Felsberg (Duitsland) sinds 1982
- Cheddar (Verenigd Koninkrijk) sinds 2000